# Stekelvarkens van de Oude Wereld
De stekelvarkens van de Oude Wereld (Hystricidae) vormen een familie van grote, grondbewonende knaagdieren. De kop en het lichaam zijn bedekt met lange, scherpe stekels. Ze komen voor in een groot gedeelte van Afrika en zuidelijk Azië. Een soort leeft in Zuid-Europa. Er zijn elf soorten in drie geslachten.

## Kenmerken
Stekelvarkens hebben een stevig lichaam en korte poten. Ze verschillen in grootte van de kwaststaartstekelvarkens, die 37 tot 47 centimeter lang en 1,5 tot 3,5 kilogram zwaar worden, tot de echte stekelvarkens, die 60 tot 83 centimeter lang en 13 tot 27 kilogram zwaar worden. De seksen zijn gelijk.
Ze hebben een donkere vacht, waarvan de rug en soms ook de staart bedekt zijn met lange zwart-witte stekels, terwijl de rest van de vacht bestaat uit donkere borstelharen. Deze stekels dienen ter verdediging en een stekelvarken houdt hiermee zelfs grote roofdieren als leeuwen op een afstand mits deze niet in al te grote groepen zijn, want dan kan er altijd een leeuw de relatief ongevaarlijke kop bereiken. Bij gevaar probeert een stekelvarken allereerst naar een hol in de buurt te rennen. Als dit er niet is, maakt het stekelvarken een knorrend geluid, stampt het met de achterpoten en ratelt het met de holle stekels in de staart. Als dit de vijand niet afschrikt, richt het de stekels op de aanvaller en rent het zijwaarts naar het dier toe. Als de stekels eenmaal in de huid zitten, zijn ze lastig te verwijderen doordat er weerhaakjes aan de stekels zitten. De zo veroorzaakte wonden kunnen dodelijk zijn. Als de stekels toch te verwijderen zijn kunnen ze nog een flinke infectie veroorzaken aangezien een stekelvarken door zijn eigen ontlasting heen rolt. Zelfs een dood stekelvarken is gevaarlijk; daarom moet een roofdier uiterst voorzichtig te werk gaan als het een stekelvarken heeft gedood.
Bij de paring spreidt het vrouwtje de stekels en tilt ze de staart omhoog, zodat het mannetje zich niet bezeert.

## Verspreiding en leefgebied
De stekelvarkens leven in bijna geheel continentaal Afrika, in Azië van India tot Zuid-China, de Soenda-eilanden en de Filipijnen en in Europa in Italië en de Balkan. Mogelijk zijn de Europese populaties ingevoerd. Stekelvarkens leven in een grote verscheidenheid aan habitats, van regenwouden tot halfwoestijnen. Ze leven voornamelijk van plantaardig voedsel als knollen, wortelen en vruchten. Soms knagen ze ook aan botten.

## Voortplanting
Stekelvarkens krijgen kleine worpen. Jongen worden geheel behaard en met geopende ogen geboren. Ze hebben dan zachte soepele stekels die na een uur hard zijn.

## Classificatie
De oudste fossielen van de familie stammen uit het Vroeg-Mioceen (hoewel Oligocene vondsten mogelijk ook aan de familie toe zijn te schrijven). Naast de drie nog levende zijn er ook twee fossiele geslachten (Miohystrix en Xenohystrix). De familie wordt soms verdeeld in twee onderfamilies (Atherurinae voor Atherurus en Trichys en Hystricinae voor de andere geslachten). Het ondergeslacht Thecurus wordt soms als een apart geslacht gezien. De familie telt 3 geslachten met 11 soorten.
- Familie Hystricidae (Stekelvarkens van de Oude Wereld)
  - Geslacht Atherurus (Echte kwaststaartstekelvarkens)
    - Afrikaans kwaststaartstekelvarken (Atherurus africanus)
    - Aziatisch kwaststaartstekelvarken (Atherurus macrourus)

  - Geslacht Hystrix
    - Ondergeslacht Acanthion
      - Maleis stekelvarken (Hystrix brachyura)
      - Soendastekelvarken (Hystrix javanica)

    - Ondergeslacht Hystrix
      - Zuid-Afrikaans stekelvarken (Hystrix africaeaustralis)
      - Gewoon stekelvarken (Hystrix cristata)
      - Witstaartstekelvarken (Hystrix indica)

    - Ondergeslacht Thecurus
      - Borneostekelvarken (Hystrix crassispinis)
      - Filipijns stekelvarken (Hystrix pumila)
      - Sumatraans stekelvarken (Hystrix sumatrae)

  - Geslacht Trichys
    - Langstaartstekelvarken (Trichys fasciculata)